# 愛媛県道20号松山北条線
愛媛県道20号松山北条線（えひめけんどう20ごう まつやまほうじょうせん）は、愛媛県松山市を通る県道（主要地方道）である。

## 概要
かつては愛媛県道179号湯山北条線（現存）および、愛媛県道181号菅沢松山線（現：廃線）区間であった路線。松山市中心街と旧北条市間を結ぶ路線は、海岸線を走る国道196号および、愛媛県道347号平田北条線（旧：国道196号）を用いるのが一般的だが、慢性的な渋滞が発生するため問題の1つとなっていた。

### 路線データ
- 陸上距離：約18.5 km
- 起点：松山市勝山町（勝山交差点、国道11号・国道33号・国道317号・国道379号・国道440号・国道494号・愛媛県道334号松山川内線交点）
- 終点：松山市（国道196号・平田北条線交点）

## 歴史
- 1993年（平成5年）5月11日 - 建設省から、県道道後公園線の一部・県道菅沢松山線・県道湯山北条線の一部が松山北条線として主要地方道に指定される[1]。

## 路線状況

### 重複区間

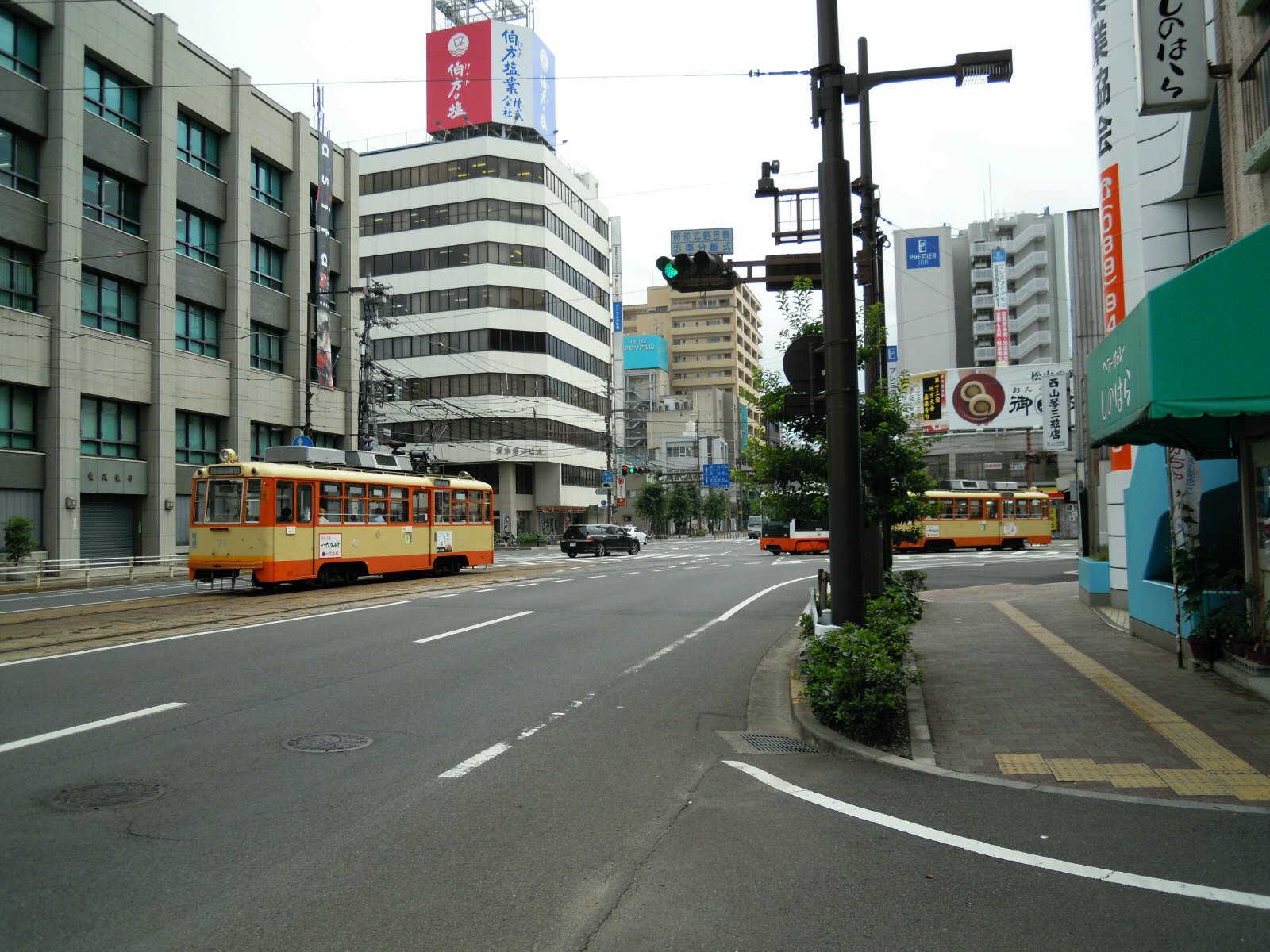
勝山交差点（2010年）

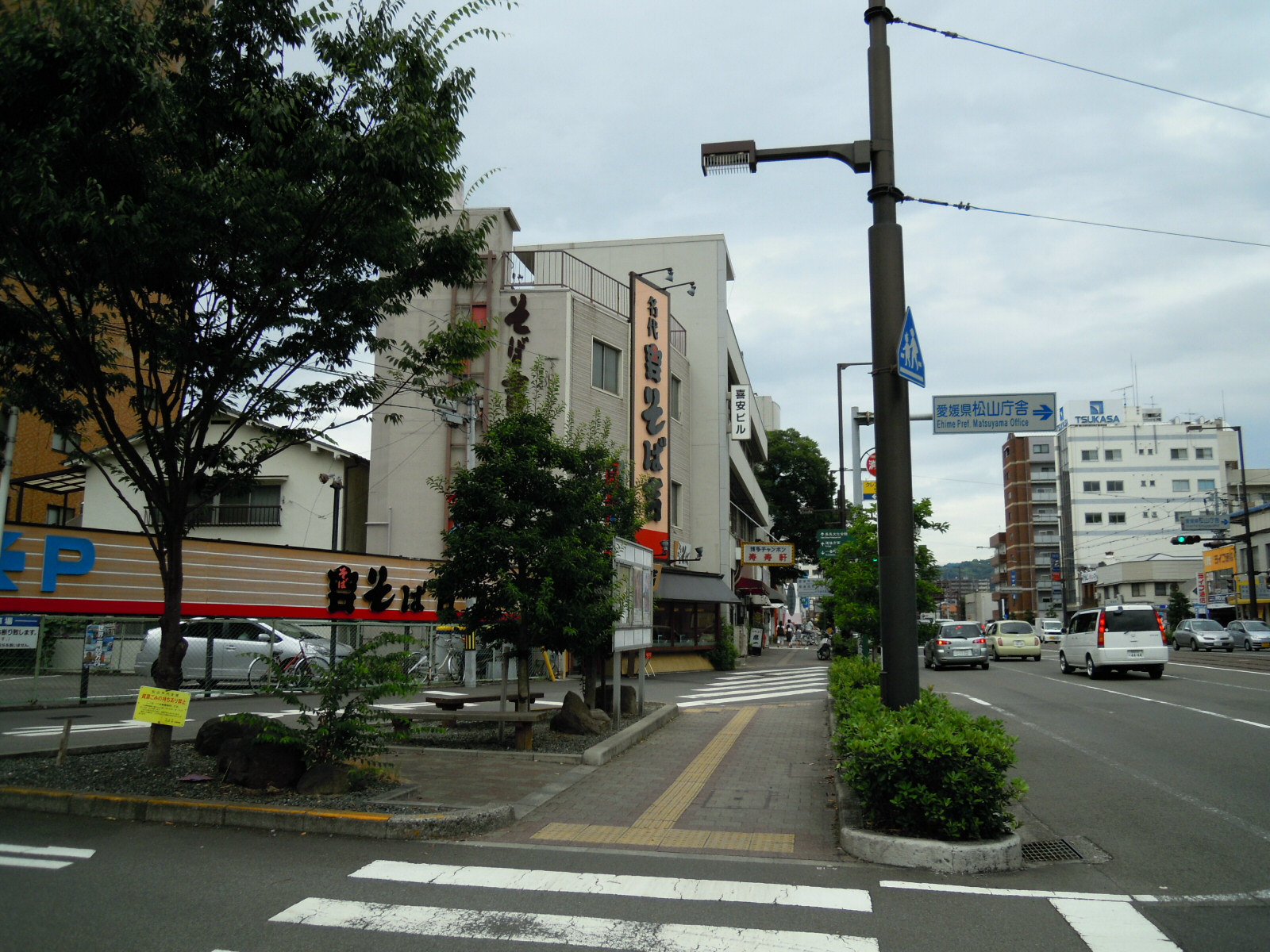
勝山2丁目（2010年）

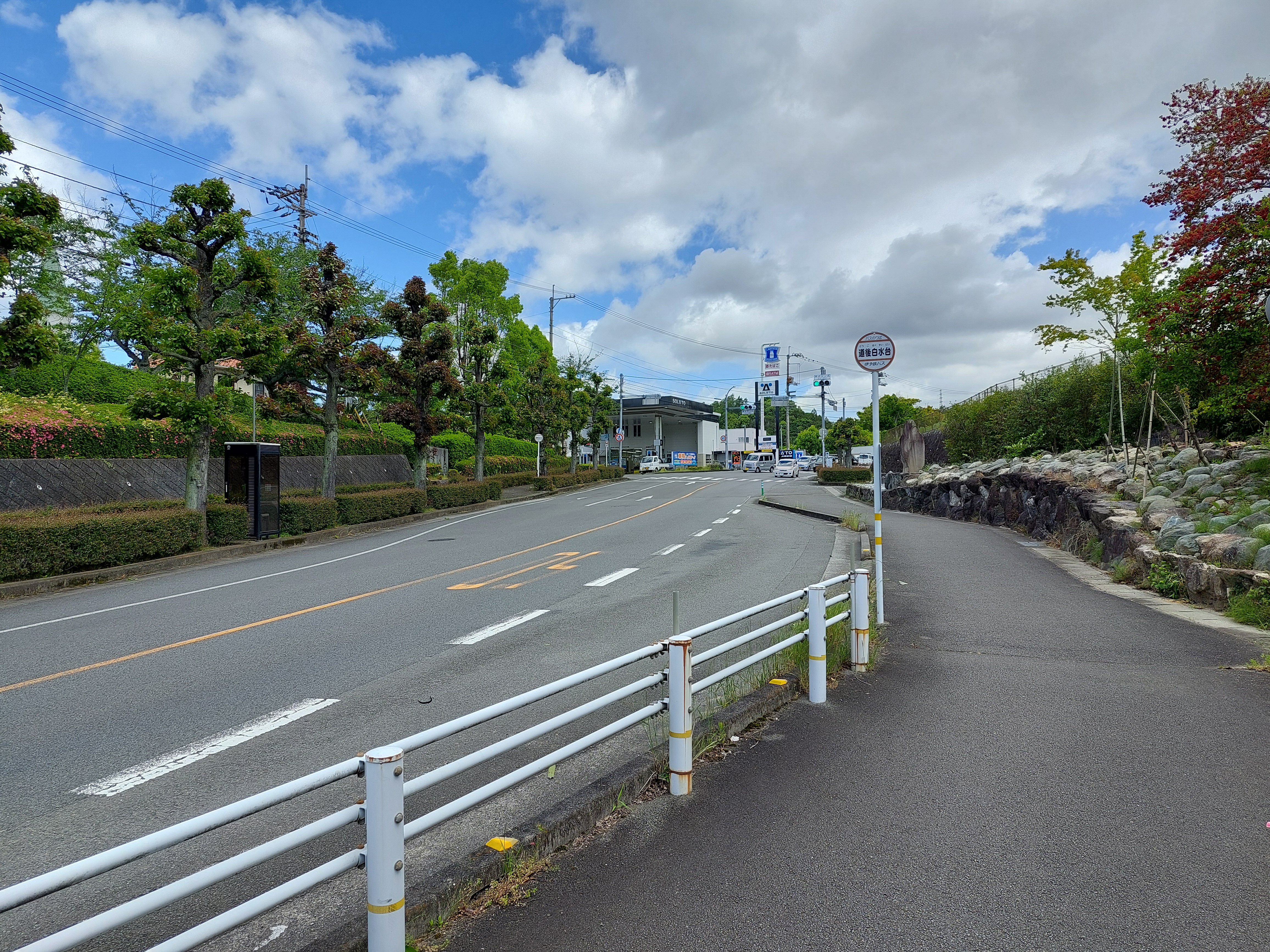
道後白水台バス停（2024年）

- 愛媛県道40号松山東部環状線（松山市下伊台町）
- 愛媛県道179号湯山北条線（松山市菅沢町 - 松山市久保）
- 愛媛県道188号道後公園線（松山市道後一万 - 松山市松山市南町）

## 地理

### 通過する自治体
- 松山市

### 交差する道路
- 国道11号（国道33号・国道379号・国道440号・国道494号 重複）・国道317号（起点）
- 愛媛県道20号松山北条線 別線・愛媛県道188号道後公園線（松山市道後一万）
- 愛媛県道187号六軒家石手線（松山市道後北代）
- 愛媛県道20号松山北条線 別線（松山市祝谷）
- 愛媛県道40号松山東部環状線（松山市下伊台町）
- 愛媛県道40号松山東部環状線（松山市下伊台町）
- 愛媛県道179号湯山北条線（松山市菅沢町）
- 愛媛県道204号長井方堀江線（松山市菅沢町）
- 愛媛県道339号粟井浅海線（松山市常竹）
- 国道196号・愛媛県道347号平田北条線（終点）

別線
- 愛媛県道20号松山北条線・愛媛県道188号道後公園線（松山市道後一万）
- 愛媛県道188号道後公園線（松山市松山市南町）
- 愛媛県道187号六軒家石手線（松山市道後喜多町）
- 愛媛県道20号松山北条線（松山市祝谷）

### 沿線にある施設など
鉄道駅
- 勝山町停留場（伊予鉄道城南線）（松山市勝山）
- 警察署前停留場（伊予鉄道城南線）（松山市北持田）
- 上一万停留場（伊予鉄道城南線・連絡線）（松山市東上一万町、平和通）
- 南町停留場（伊予鉄道城南線）（松山市南町）

公共施設
- 愛媛県民文化会館（松山市道後町）
- 松山市役所伊台支所（松山市上伊台町）

警察署
- 松山東警察署（松山市勝山）

病院
- 松山赤十字病院（松山市文京町）

教育施設
- 愛媛大学（松山市文京町）
- 愛媛県立農業大学校（松山市下伊台町）
- 松山市立東中学校（松山市文京町）
- 松山市立粟井小学校（松山市常竹）
- 松山市立伊台小学校（松山市下伊台町）
- 松山市立東雲小学校（松山市文京町）
- 松山市立湯築小学校（松山市道後北代）

その他
- 愛媛縣護國神社（松山市御幸）